# Formula One (émission de télévision)
Pour les articles homonymes, voir Formula One.
Formula one, le magazine de la F1 est une émission française sportive, présentée par Margot Laffite et diffusée à partir du 17 mars 2013 en direct et en clair sur Canal+. Elle est consacrée à l'actualité de la Formule 1 en marge de chaque weekend de Grand Prix.

## Concept
En 2013, Canal+ acquiert les droits de diffusion des Grands Prix de Formule 1 en gagnant l'appel d'offre de la Formula One Management. Auparavant, la Formule 1 était diffusée depuis plus de 20 ans par TF1 qui complétait cette diffusion par le magazine F1 à la Une.
Canal+ propose chaque dimanche à 18 heures, un magazine sur la compétition, diffusé en clair et présenté par Thomas Thouroude et Margot Laffite avec Jean-Louis Moncet et Alain Prost.
En septembre 2013, Thomas Thouroude est remplacé par Karim Bennani en provenance de BeIn Sports.
En 2014, Karim Bennani abandonne la présentation de Formula One pour se consacrer à Jour de foot et Jean Alesi intègre l'équipe en tant que consultant.
À partir de 2016, à la suite de la création de l'émission Canal Rugby Club, Formula One est parfois diffusée sur Canal+ Sport ou raccourcie pour être diffusée entre le Canal Rugby Club et le Canal Football Club. 
À partir de 2017, elle est plutôt diffusée avant le Canal Rugby Club.